# اسلام در اروپا
| ۹۰–٪۱۰۰ | جمهوری آذربایجان کوزوو ترکیه |
| ۷۰–٪۹۰  | قزاقستان |
| ۵۰–٪۷۰  | آلبانی بوسنی و هرزگوین |
| ۳۰–٪۵۰  | مقدونیه شمالی |
| ۱۰–٪۲۰  | بلغارستان فرانسه گرجستان مونته‌نگرو روسیه                                                                                            |
| ۵–٪۱۰   | اتریش سوئد بلژیک آلمان یونان لیختن‌اشتاین هلند سوئیس بریتانیا نروژ دانمارک                                                           |
| ۴–٪۵    | ایتالیا صربستان |
| ۲–٪۴    | لوکزامبورگ مالت اسلوونی اسپانیا |
| ۱–٪۲    | کرواسی ایرلند اوکراین |
| < ٪۱    | آندورا ارمنستان بلاروس جمهوری چک استونی فنلاند مجارستان ایسلند لتونی لیتوانی مولداوی موناکو لهستان پرتغال رومانی سان مارینو اسلواکی |

پیشینه ورود اسلام به اروپا به سده ۷ (میلادی) می‌رسد و نقطه آغازین آن را می‌توان در نامه پیامبر اسلام به امپراتوری روم دانست.

## پیشینه

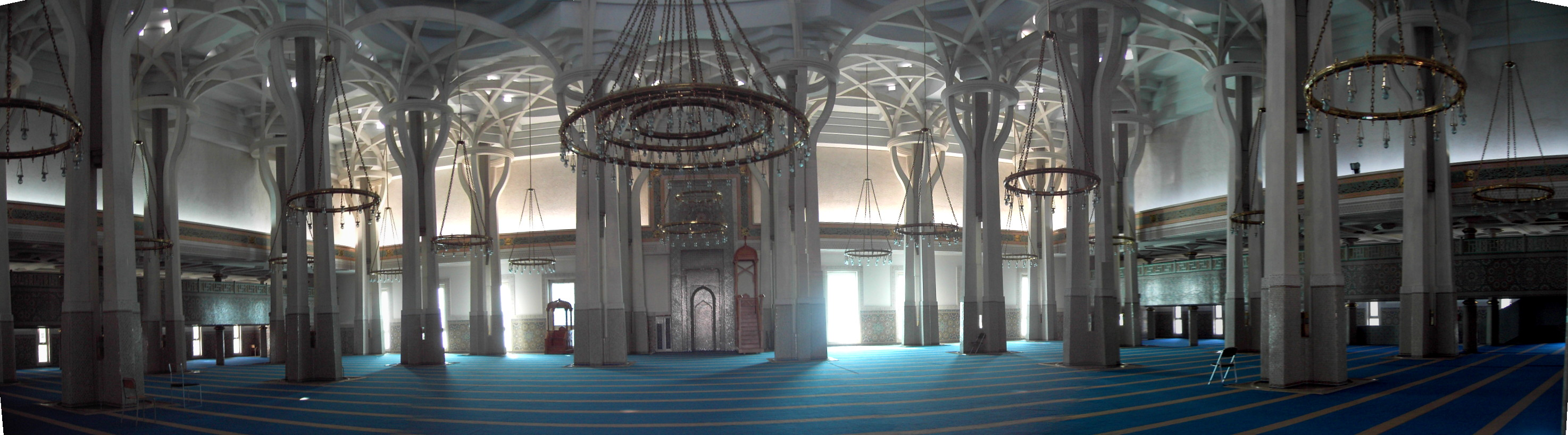
مسجد بزرگ رم، اثر معمار برجسته ایتالیایی، پائولو پورتوگیزی
(Paolo Portoghesi)، بزرگ‌ترین مسجد اروپا است

سال ۷۱۱ (میلادی) را نخستین تماس میان اسلام و دنیای غرب و اروپا می‌دانند که در آن زمان گروه‌های مسلمانان عمدتاً از ناحیه شمال آفریقا وارد اروپا شدند. تمدن ۸۰۰ ساله مسلمانان در اسپانیا و تمدن ۲۵۰ ساله آن‌ها در سیسیل باعث شده اسلام به عنوان بخشی از تاریخ اروپا به حساب آید.

## فتح آندلس
نوشتار اصلی:فتح آندلس
نخستین رویارویی مسلمانان با اروپائیان با فتح آندلس (جنوب اسپانیای کنونی) توسط طارق بن زیاد سردار مشهور مسلمان اتفاق افتاد، طارق با عبور از تنگه ای که خاک اروپا از آفریقا را جدا می‌کرد وارد ناحیه جبل اطارق امروزی شده و سپس به ایبری هجوم برد و از همین روی آن تنگه به جبل الطارق (معنی:کوه طارق) مشهور شد
مسلمانان در طول حدود صد سال جنگ خونبار با دولت‌های محلی توانستند بر سراسر شبه جزیره ایبری (کشورهای اسپانیا و پرتغال کنونی) مسلط شوند. سلطه مسلمانان در اروپای غربی حدود هفت قرن دوام آورد گرچه مسلمانان حدود چهار قرن ابتدایی ان بر سراسر ایبری مسلط بودند و بعد از آن بخش‌های شمالی این شبه جزیره تحت سلطه چند حکومت محلی مسیحی مانند جمهوری کاتالونیا، پادشاهی والنسیا، پادشاهی کاستیل و پادشاهی لئون بود و در جنوب نیز چند حکومت مسلمان مانند خلفای اموی آندلس و حکومت مرابطین و بعدها سلسله ادریسیان مراکش وجود داشت. تا آنکه در سال ۱۴۹۱ مسیحیان اسپانیا که در نتیجه ازدواج پادشاه آراگون (حکومت مسلط بر شرق ایبری) و ملکه کاستیل (حکومت مسلط بر غرب و مرکز ایبری) متحد شده بودند موفق به فتح مناطق جنوبی شده و سپس یک جنگ همه‌جانبه علیه مسلمانان به راه انداختند که در نتیجه آن بیش از یکصد هزار مسلمان کشته و نزدیک یک میلیون مسلمان که برابر با یک چهارم تمام جمعیت آن زمان اسپانیا بوده است را از آن سرزمین اخراج نمودند، اخراج مسلمانان از اسپانیا یکی از گسترده‌ترین مهاجرت‌های اجباری در طول تاریخ است. در نتیجه این اقدامات سال‌ها حکومت وحشت کلیسا در اسپانیا حاکم شد، دادگاه‌های تفتیش عقاید که زیر نظر کلیسا فعالیت می‌کرد از طریق اعتراف‌گیری و بازجویی، شکنجه و تهدید سعی در یکپارچه سازی مذهبی در اسپانیا داشت مسلمانان و یهودیان و بعدها پروتستان‌ها مهم‌ترین قربانیان سیصد سال حاکمیت دادگاه‌های تفتیش عقاید در کشورهای ایبری یعنی اسپانیا و پرتغال بوده‌اند.

## اسلام در شبه جزیره بالکان
شبه جزیره بالکان در جنوب شرق اروپا محل دیگر برخورد مسلمانان با مسیحیان اروپائی بوده است، این سرزمین بیش از هزار سال تحت سلطه امپراتوری روم شرقی قرار داشت و مذهب مسیحی ارتدکس مذهب رایج مردمان آن بوده و کلیسای ارتدکس بیزانس همراه رقیب جدی کلیسای کاتولیک رم محسوب می‌شده است. نخستین رویارویی میان مسلمانان و مسیحیان به نبرد ملازگرد بازمی‌گردد، امپراتور روم شرقی رومانوس دیوژانوس برای فتح ارمنستان و آذربایجان و قفقاز به مرزهای شرقی ایران لشکر کشید و سلطان سلجوقی آلپ ارسلان در محلی به نام ملازگرد با او نبرد کرد که به شکست سنگین روم شرقی و پیروزی امپراتوری مسلمان سلجوقی انجامید در نتیجه این نبرد عملاً سلطه شبه آناتولی و آسیای صغیر به دست ترکان مسلمان افتاده و راه ورود به خاک اروپا از طریق شبه جزیره بالکان بازگشت.
پس از سلجوقیان امپراتوری مسلمان عثمانی نیز فشارهای بسیاری برای تصرف شبه جزیره بالکان بر امپراتوری روم شرقی وارد آورد و سرانجام با فتح تاریخی قسطنطنیه توسط ترکان مسلمان به فرماندهی سلطان محمد فاتح عمر امپراتوری روم شرقی (بیزانس) پایان یافت، کلیسای ارتدکس قسطنطنیه منحل شد و مسلمانان بر جنوب شرقی شبه جزیره بالکان مسلط شدند.
پس از فتح قسطنطنیه امپراتوری عثمانی سال‌ها حملات فراوانی را برای فتح اروپا انجام داد که نتیجه آن تصرف سراسر شبه جزیره بالکان، شبه جزیره کریمه بود تا جایی که عثمانی‌ها دو بار شهر بزرگ وین پایتخت امپراتوری اتریش را محاصره کردند گرچه موفق به فتح آن نشدند.

## ساختار جمعیتی
| منطقه        | جمعیت کل  | مسلمانان | ٪ مسلمانان | ٪ از کل مسلمانان |
| ------------ | --------- | -------- | ---------- | ---------------- |
| بالکان       | ۶۵۴۰۷۶۰۹  | ۸۱۶۵۱۳۷  | ۱۲٫۴۸۳٪    | ۰٫۵۵۳٪           |
| اروپای مرکزی | ۷۴۵۱۰۲۴۱  | ۵۲۱۲۸۴   | ۰٫۷٪       | ۰٫۰۳۵٪           |
| اروپای شرقی  | ۲۱۲۸۲۱۲۹۶ | ۲۱۸۲۶۸۲۹ | ۱۰٫۲۵۶٪    | ۱٫۴۷۹٪           |
| اروپای غربی  | ۳۷۵۸۳۲۵۵۷ | ۱۳۵۷۷۱۱۶ | ۳٫۶۱۳٪     | ۰٫۹۲٪            |
| جمع          | ۷۲۸۵۷۱۷۰۳ | ۴۴۰۹۰۳۶۶ | ۶٫۰۵۲٪     | ۲٫۹۸۷٪           |